# ジョセ・イグナシオ・ラレナス
ジョセ・イグナシオ・ラレナス（José Ignacio Larenas、1989年9月14日 - ）は、スーペル・ラグビー・アメリカス、セルクナムに所属するラグビーユニオン選手。

## プロフィール
- チリ、サンティアゴ出身[1]。
- ポジションはセンター(CTB)。
- 身長 182cm、体重 94kg
- U20チリ代表に選ばれたことがある。
- チリ代表キャップは47（2025年2月現在）でラグビーワールドカップ2023のチリ代表に選ばれた[2]。

## 略歴
2022年、セルクナムに加入。